# استدلال شهودی
استدلال شهودی، استدلالی با کمک ادله وجدانی و یافتنی (مانند امور فطری) است و برای اثبات مشارکت مخاطب را می‌طلبد و اگر قصد عناد باشد، این راه بی‌نتیجه است.